# Monitorix
Monitorix — система комп'ютерного моніторингу, призначена для наочного стеження за роботою різноманітних сервісів, наприклад, моніторингу температури CPU, навантаження на систему, мережевої активності і чуйності мережевих сервісів. Управління системою здійснюється через вебінтерфейс, дані представлені у вигляді графіків.
Система написана мовою Perl, для генерації графіків і зберігання даних використовується RRDTool, початковий код розповсюджується під ліцензією GPLv2. Програма досить компактна і самодостатня (є вбудований http-сервер), що дозволяє використовувати її навіть на вбудованих системах. Підтримується доволі широкий спектр параметрів моніторингу, від стеження за роботою планувальника завдань, вводу/виводу, розподілу пам'яті і параметрів ядра ОС до візуалізації даних по мережним інтерфейсам і специфічним застосункам (поштові сервери, СУБД, Apache, nginx, MySQL).